# Adelalopus
Adelalopus je izumrli prapovijesni rod ptica iz reda plamenaca. 
Ptice iz tog roda znanstvenici često nazivaju "teškonogim plamencima". Ti plamenci živjeli su u razdoblju Borgloonskog kasnog oligocena i pleistocena u Hoogbutselu, koji se nalazi u Belgiji.
Vrsta: Adelalopus hoogbutseliensis Mayr and Smith, 2002